# Nicolai Riedel
Nicolai Riedel (* 17. Oktober 1952 in Lübeck) ist ein deutscher Literaturwissenschaftler. Riedel war lange Zeit als wissenschaftlicher Mitarbeiter in der Bibliothek des Deutschen Literaturarchivs in Marbach am Neckar tätig. Darüber hinaus ist er der Verfasser und Herausgeber zahlreicher bibliographischer Veröffentlichungen, darunter Arbeiten zu Uwe Johnson, Ernst Jünger und Günter Kunert.

## Leben und Werk
Riedel studierte zuerst Germanistik und Philosophie an der Universität Mannheim. Danach folgte von 1980 bis 1989 eine akademische Lehrtätigkeit und seine Promotion im Bereich Neuere Deutsche Literaturwissenschaft an der Universität Passau. Zwischen den Jahren 1989 und 2017 war er Wissenschaftlicher Mitarbeiter und Leiter des Referats Bestand und Benutzung in der Bibliothek des Deutschen Literaturarchivs Marbach mit Aufgabenschwerpunkt unter anderem der Betreuung der Spezialsammlungen (Dichter- und Gelehrtenbibliotheken, Verlagsarchive, themen- und autorenspezifische Konvolute), interinstitutioneller Leihverkehr und Magazinlogistik. In den Jahren 2018 und 2019 war er im Literaturarchiv teilzeitbeschäftigt und zuständig für die Marbacher Schiller-Bibliographie.
Riedel war über viele Jahre Mitherausgeber der Literaturzeitschrift „Passauer Pegasus“ und Mitglied der Mecklenburgischen Literaturgesellschaft und der Deutschen Schillergesellschaft.
Nicolai Riedel lebt seit 1989 in der Barockstadt Ludwigsburg.

## Schriften (Auswahl)
Größere Veröffentlichungen
- Untersuchungen zur internationalen Rezeption Uwe Johnsons. Olms, Hildesheim 1985.
- Uwe-Johnson-Bibliographie 1959–1998. Metzler, Stuttgart 1999.
- Ernst-Jünger-Bibliographie 1928–2002. Metzler, Stuttgart 2003.
- Internationale Günter-Kunert-Bibliographie 1947–2011. de Gruyter, Berlin 2012.
- Ernst-Jünger-Bibliographie 2003–2015. Metzler, Stuttgart 2016.
- Bibliographisches Handbuch der deutschsprachigen Lyrik 1945–2020. Metzler, Heidelberg 2023.

Periodische Veröffentlichungen
- mit Herman Moens: Marbacher Schiller-Bibliographie. Internationales Referenzorgan zur Forschungs- und Wirkungsgeschichte. In: Jahrbuch der Deutschen Schillergesellschaft, 2006–2018 (13 Fortschreibungen).

Weitere Veröffentlichungen
- Zahlreiche bibliographische Beiträge im Periodikum „Text + Kritik“ sowie im „KLG“. Einzelne Aufsätze in wissenschaftlichen Sammelwerken.

Herausgeberschaften
- Erzähltechnik und Entfremdungsproblematik. MWA, Mannheim 1977.
- Uwe Johnsons Frühwerk im Spiegel der deutschsprachigen Literaturkritik. Bouvier, Bonn 1987.
- mit Carsten Gansel: Internationales Uwe-Johnson-Forum. 10 Bände, Lang, Frankfurt/M. 1990–2006.
- Gerhard Nebel: „Alles Gefühl ist leiblich.“ Ein Stück Autobiographie. Deutsche Schillergesellschaft, Marbach am Neckar 2003.